# 국수주의
국수주의(國粹主義, 영어: Ultranationalism)란 자신의 민족이나 국가의 전통·문화·정치·역사만이 가장 뛰어난 것으로 믿고 다른 나라의 문화와 문물들을 배척하는 극단적인 태도나 경향, 또는 내셔널리즘을 뜻한다.
국수주의가 국가적 재탄생에 대한 개념과 결합될 경우 파시즘으로 발전하는 초석이 될 수 있다.
야누슈 부가이스카(Janusz Bugajski)에 따르면 "가장 극단적인 혹은 가장 발달된 형태의 국수주의는 파시즘과 유사하다. 전체주의로 기우는 권위주의 정치를 지지하며, 카리스마있는 지도자와 유기적으로 무정형한 운동형태로 존재하는 당과 민족 사이의 신화적인 "유기적 단결"을 강조한다."
로저 그리핀(Roger Griffin)은 국수주의는 본질적으로 인종차별적이며 "과거의 문화 혹은 역사적으로 위대했던 정치적 시기 혹은 적과 대항해 싸워왔던 고도로 신화화된 서사"를 통해 자신을 정당화 한다고 한다. 이것은 "민족적 우월성과 운명, 퇴행과 비인간성을 정당화 하기 위한 자연 인류학, 유전학 및 우생학의 저속한 형태"로 묘사될 수도 있다.

## 정당
- 그리스: 황금새벽,[6] 그리스 방안당[7]
- 덴마크: 덴마크 인민당[8]
- 독일: 독일을 위한 대안[9][10]
- 러시아: 러시아 자유민주당[11]
- 불가리아: 아타카[12]
- 세르비아: 세르비아 급진당[13]
- 스페인: Vox[14][15]
- 슬로바키아: 국민정당 우리의 슬로바키아[16]
- 우크라이나: 스보보다[17]
- 이스라엘: 국민연합-트쿠마[18]
- 인도: 시브 세나[19]
- 일본: 자유민주당[20] (분파)
- 튀르키예: 민족운동당,[21][22] 대통합당[23]
- 폴란드: 국민운동[24]
- 핀란드: 핀인당[25]

## 같이 보기
- 파시즘